# 聖ゲオルギウスの殉教

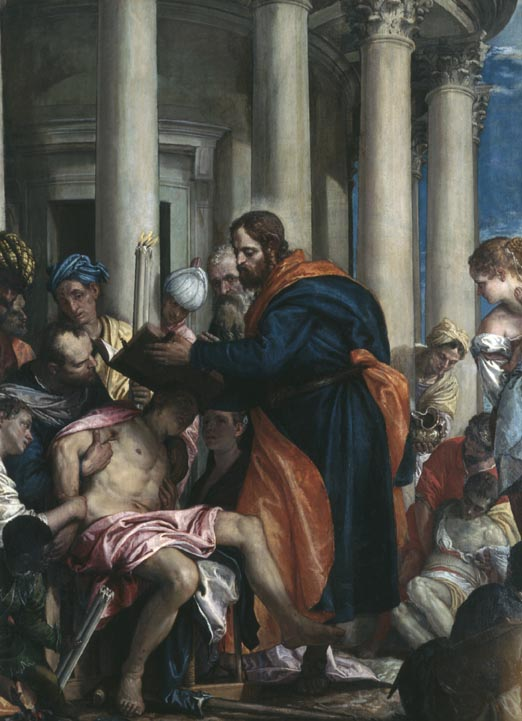
同時期にサン・ジョルジョ・イン・ブライダ教会のために制作された『聖バルナバの奇跡』。ルーアン美術館所蔵。

『聖ゲオルギウスの殉教』（伊: Martirio di San Giorgio, 英: The Martyrdom of Saint George）は、ルネサンス期のイタリアのヴェネツィア派の画家パオロ・ヴェロネーゼが1566年に制作した絵画である。油彩。主題はキリスト教の聖人として名高い聖ゲオルギウスの殉教から取られている。ヴェローナのサン・ジョルジョ・イン・ブライダ教会の主祭壇画として制作されており、現在も同教会に所蔵されている。またロサンゼルスのJ・ポール・ゲティ美術館に準備素描が所蔵されている。

## 主題
竜退治の伝説で知られる聖ゲオルギウスはローマ皇帝ディオクレティアヌスに捕えられ、信仰の放棄を強要されるが、聖ゲオルギウスは従わなかった。そのため毒を飲まされ、車輪に縛られ、釜茹でなど数々の拷問を受けるが、神の加護によって傷つけられることはなく、最後に斬首された。

## 制作経緯
サン・ジョルジョ・イン・アルガ島のアウグスティノ律修参事会（Canons Regular of San Giorgio in Alga）によって、サン・ジョルジョ・イン・ブライダ教会の主祭壇画として発注された。当時、教会ではヴェローナの建築家ミケーレ・サンミケーリによって主祭壇が再建されており、1564年に二重のコリント式の円柱を備えたエディクラで囲まれた主祭壇が完成した。それは対抗宗教改革の姿勢を明確に打ち出したトリエント公会議が終了した翌年のことであった。ヴェロネーゼは主祭壇が完成した1564年の直後から、公会議の影響を受けて型破りな祭壇画の制作を開始した。準備素描には1565年の日付が記されており、師であるアントニオ・バディーレの娘エレナ・バディーレ（Elena Badile）と結婚するために故郷のヴェローナに戻っていた1566年に祭壇画を制作した。

## 作品
聖ゲオルギウスは処刑されるのを待つ間、図面中央下でひざまずいている。ちょうど兵士たちは聖ゲオルギウスが身にまとっていた黒い甲冑を脱がし終わったところであり、さらに聖人の衣服を脱がして処刑の準備を整えている。聖人ゲオルギウスの背後に立つ異教の神官は聖人が崇拝することを拒否したアポロンの像を指さし、処刑人は鞘から抜いた大剣を持っている。また馬に乗った2人の兵士が画面の両側でその光景を監視している。聖ゲオルギウスは両腕を広げ、自らの頭上を見上げている。その視線の先には殉教の象徴であるナツメヤシの葉を持った1人の天使が天から舞い降りて、冠を聖ゲオルギウスの頭上に戴いている。さらに3人の女性像で表された3つの対神徳（「コリント人への第一の手紙」で言及されている信仰、希望、慈愛）が、右上隅の聖母子に代わって雲上に現れている。信仰は聖杯を持ち、希望は手を合わせ、慈愛は2人子供を抱いている。聖母の足元には天国の鍵を持つ聖ペテロと剣と本を持つ聖パウロが座り、画面左上では奏楽天使たちが楽器を演奏し、それら天国の人物たちをケルビムが取り囲んでいる。しかし地上のほとんどすべての人物は聖ゲオルギウスと同じものを見ていない。背景には建築物があり、多くの人影がバルコニーから殉教の様子を眺めている。
ヴェロネーゼは拷問を省略し、代わりに聖人の執り成しの瞬間を描くことに集中している。祭壇画が成熟した画家の傑作の1つであることは、マニエリスムと変化に富んだシーン、古典的な建築を包むことから明らかである。絵画は鮮やかな色彩を特徴としており、ヴェロネーゼは明澄かつ簡潔な照明で強調し、輪郭と立体感の表現を太い筆致で仕上げている。

## 来歴
祭壇画はいくつかの不幸な出来事のために被害を受けてきた。ヴェローナの学者フランチェスコ・スキピオーネ・マフェイが1732年に語ったことによると、数年前に「パオロの偉大な絵画の帆布を移動させ、その後ひどく元に戻された」ことが決定された。これが行われた理由は不明であり、マフェイは絵画がその後受けた変更についても語っていないが、マフェイはこの行動は「凶悪な犯罪として罰せられる」必要があると断言している。1797年、ナポレオン・ボナパルトの侵攻によってヴェネツィア共和国が崩壊すると、芸術作品の略奪が起こった。サン・ジョルジョ・イン・ブライダ教会も例外ではなく、『聖ゲオルギウスの殉教』は同教会のヴェロネーゼの『聖バルナバの奇跡』（Miracle of San Barnabas）とともに5月18日に運び出され、8月6日にパリに到着した。パリでは祭壇画は運送するために折りたたまれたにもかかわらず「良好な状態」と宣言された。ナポレオン崩壊後は1815年9月27日にオーストリア人に引き継がれ、翌年の3月15日にヴェローナに返還された。第一次世界大戦中、爆撃の恐れから祭壇画は再び取り外され、フィレンツェで保管された。戦争後、祭壇画はヴェローナに戻ったが、運送によって大きな裂傷が生じたため、ヴェロネーゼのアッティリオ・モッタ（Attilio Motta）に修復が委託された。その後、1987年に修復が行われた。
2014年、祭壇画はロンドンのナショナル・ギャラリーのヴェロネーゼ展のために貸し出された。その際にヴェローナの自治体と文化財保護局、およびフィレンツェのイタリア学術会議（CNR）の国立光学研究所（Istituto nazionale di ottica）とヴェローナ大学によって修復が行われた。

## ギャラリー

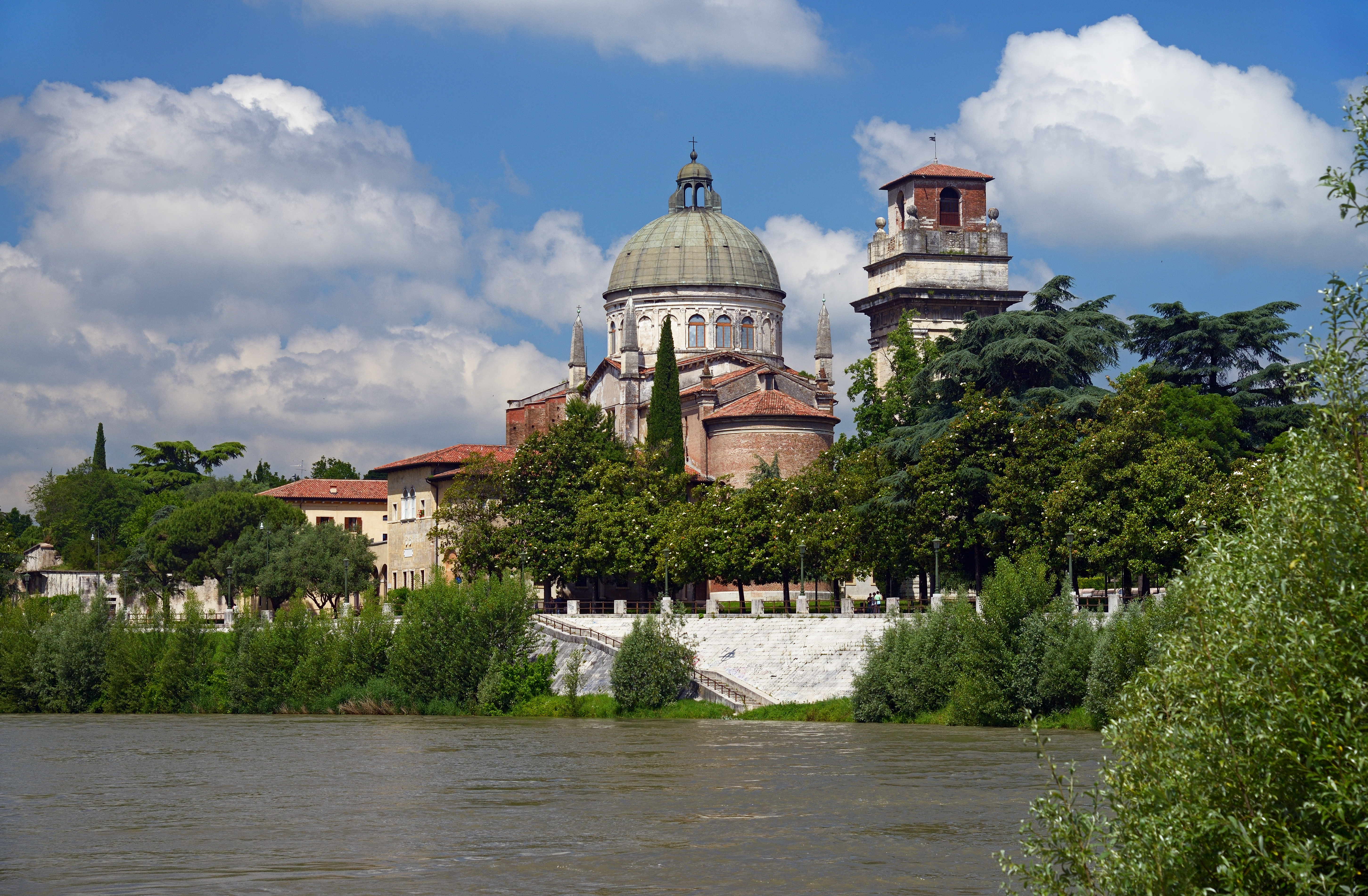
サン・ジョルジョ・イン・ブライダ教会（英語版）
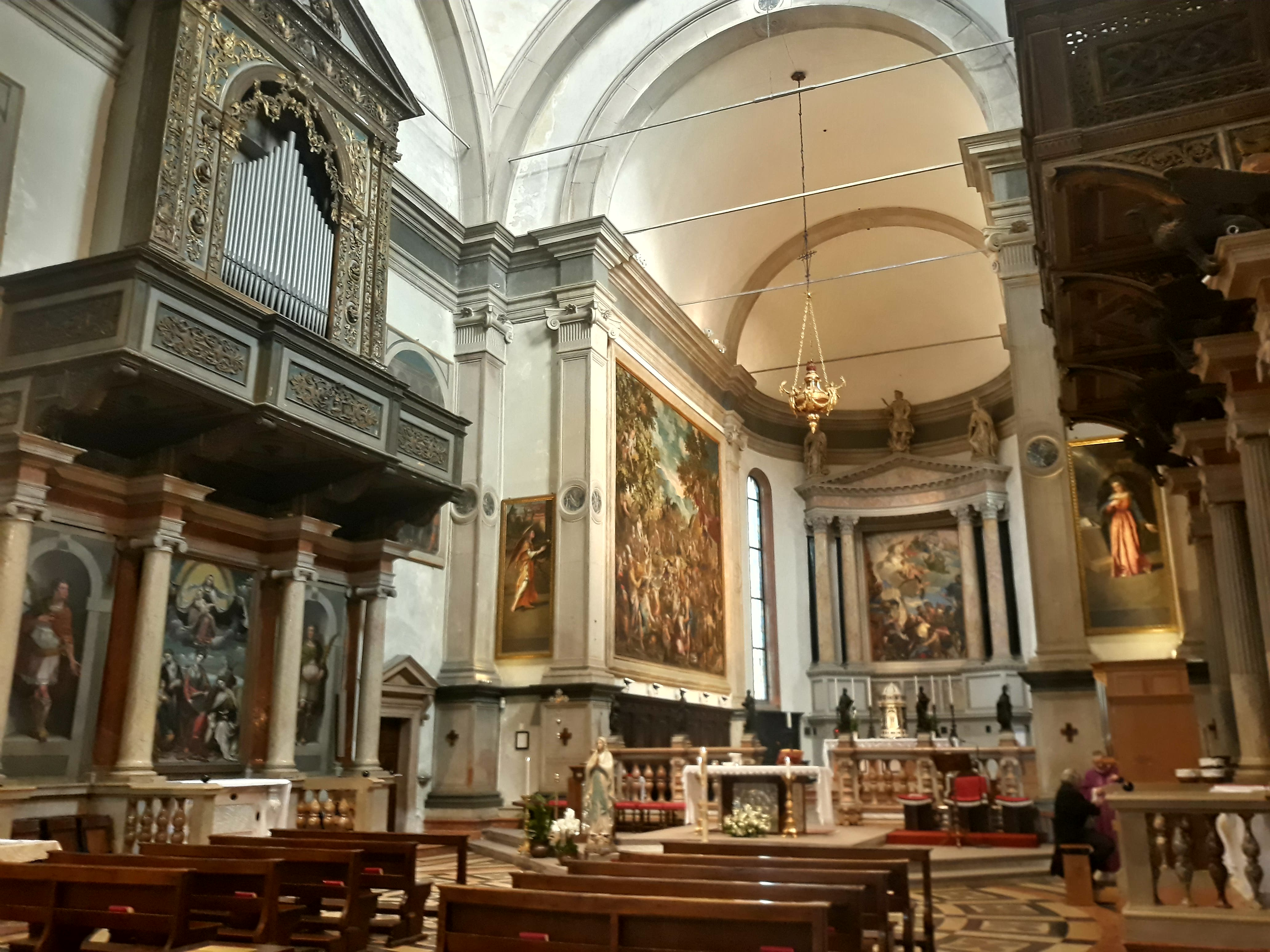
主祭壇に設置された絵画